# Anolis milleri
Anolis milleri (великолускатий аноліс) — вид ігуаноподібних ящірок родини анолісових (Dactyloidae). Ендемік Мексики.

## Поширення і екологія
Великолускаті аноліси мешкають у високогір'ях на північному сході Оахаки. Вони живуть у вічнозелених тропічних лісах і хмарних лісах, на висоті 1500  м над рівнем моря.